# Фредди (циклон)
Циклон Фредди (англ. Hurricane Freddy) – мощный и смертоносный тропический циклон, который пересек южную часть Индийского океана в феврале и марте 2023 года. Фредди был самым продолжительным тропическим циклоном, когда-либо зарегистрированным в мире, и произвел наибольшее количество накопленной энергии циклона — показатель, используемый для измерения общей энергии, генерируемой тропическими циклонами — из всех отдельных циклонов, зарегистрированных в мире. Кроме того, это третий по смертоносности тропический циклон, зарегистрированный в Южном полушарии , уступающий только циклону Идай 2019 года и циклону Флорес 1973 года.
Фредди возник из тропического нарушения, который находилось к югу от Индонезийского архипелага 4 февраля 2023 года. По мере продвижения на запад через Индийский океан шторм быстро усиливался, превратившись в сильный тропический циклон 4-й категории по австралийской шкале. Фредди переместился в юго-западную часть Индийского океана, где достиг пика интенсивности с 10-минутными устойчивыми ветрами 230 км/ч (145 миль/ч) и центральное атмосферное давление 927 гПа (27,37 дюймов рт. ст.), что делает его очень интенсивным тропическим циклоном. Между тем, 1-минутные устойчивые ветры достигли 270 км/ч (165 миль/ч), что соответствует интенсивности 5  категории по шкале Саффира-Симпсона. Достигнув пика интенсивности, циклон двинулся в сторону северных Маскаренских островов и обрушился на берег около Манандзари, Мадагаскар 21 февраля. Он ослабел еще больше по Мадагаскару, но восстановил силу, достигнув Мозамбикского пролива, где он усилился и совершил свой второй выход около Виланкулуш, Мозамбик 24 февраля. Пройдя через Мозамбик циклон снова вернулся в пролив 1 марта. Затем он восстановил свои тропические характеристики и начал двигаться вдоль побережья Мадагаскара. Фредди снова усилился, прежде чем совершить свой последний выход около Келимане, Мозамбик 11 марта. Затем он быстро ослабел по мере продвижения вглубь страны и рассеялся к 14 марта.
Подготовка к шторму на Маскаренских островах включала, среди прочего, запрет полетов, оповещения о циклонах и подготовку персонала к последствиям. На Мадагаскаре опасались, что районы, ранее пострадавшие от циклонов Батсирай и Ченесо, могут ещё больше пострадать из-за прихода шторма. Последствия в Мозамбике были более серьезными, чем на Мадагаскаре, и включали сильные дожди в южной половине страны и широкомасштабный ущерб инфраструктуре. Последствия в Мозамбике усугубились после его второго выхода на сушу с дальнейшими наводнениями и ущербом от ветра. Больше всего пострадало Малави, где непрекращающиеся дожди вызвали катастрофические внезапные наводнения, особенно в Блантайре. Энергосистема страны была парализована, а ее гидроэлектростанция вышла из строя. В целом циклон привел к гибели по меньшей мере 1,434 человек, 2,004 ранены, 19 пропали без вести, нанесен ущерб примерно в 481 миллион долларов США. В связи с обширными разрушениями и гибелью людей Австралийское бюро метеорологии исключило имя Фредди из австралийских списков имен, а новое имя пока не объявлено.